# Classe Ersatz Yorck
La classe Ersatz Yorck est une classe de trois croiseurs de bataille que la Kaiserliche Marine avait prévu de construire à partir d'avril 1915. Elle devait remplacer le SMS Yorck, perdu sur une mine en 1914, et les deux croiseurs SMS Scharnhorst et SMS Gneisenau, perdus à la bataille des Falklands en décembre 1914. Elle devait être armée de canons de 380 mm, mais pour le reste elle aurait été très proche de la classe Mackensen. L'Allemagne a abandonné la construction de ces navires après qu'en 1916, sa priorité en matière de stratégie navale a été donnée à l'arme sous-marine.

## Conception

### Armement
Au moment où se décida la construction de trois croiseurs de bataille supplémentaires, la Royal Navy et la Kaiserliche Marine étaient acquises à l'utilisation de canons de 381 mm, (BL Mark I) ou 38 cm SK L/45 sur leurs cuirassés, mais les Britanniques venaient de franchir un pas supplémentaire en commandant des croiseurs de bataille armés de ce calibre, la classe Renown. Il fut donc décidé de doter les nouveaux bâtiments des canons mis en place sur la classe Bayern, dans la disposition retenue pour l'artillerie principale de tous les grands bâtiments mis en service depuis la classe Derfflinger, deux groupes de deux tourelles doubles axiales superposées, un à l'avant, l'autre à l'arrière, les barbettes des tourelles arrière étant situées de part et d'autre de la salle des turbines. Certains de ces canons de 380 mm construits pour des navires qui n'ont jamais été mis en service (ce qui concerne aussi les SMS Sachsen et SMS Württemberg de la classe Bayern) ont été utilisés à terre, en Flandres, notamment,
L'artillerie secondaire de 150 mm, la Défense Contre Avions avec des affûts simples de 88 mm,, sur socle et sous bouclier, et le blindage auraient été inchangés par rapport à la classe précédente.

### Propulsion
Les dimensions de coque étaient un peu supérieures à celles de la classe Mackensen (4 mètres de plus en longueur), et le déplacement normal devait atteindre 33 000 tonnes.
L'appareil propulsif prévu était un peu différent de celui de la classe Mackensen, avec un nombre de chaudières chauffées au mazout égal à celui des chaudières chauffées au charbon. Quatre groupes de turbines, comme la classe Mackensen aurait eu, pour deux unités, une transmission aux hélices par couplage hydraulique, système inventé en 1908 par Hermann Föttinger chez AG Vulcan Stettin, et déjà prévu sur la quatrième unité de la classe Mackensen. Pour la première fois pour des grands bâtiments allemands, l'évacuation ds fumées était prévue par une seule cheminée. Avec la même puissance développée de 90 000 CV, les performances de vitesse devaient être équivalentes à celles de la classe précédente.
Les commandes ont été passées aux chantiers AG Vulcan à Hambourg, Arsenal Germania de Kiel et Blohm & Voss de Hambourg en avril 1915, avant que les plans définitifs ne fussent arrêtés, et les travaux n'ont commencé qu'à l'été 1916. La mise sur cale n'est intervenue qu'aux chantiers AG Vulcan de Hambourg, et les travaux se sont arrêtés, avant qu'un lancement soit envisageable, le démantèlement a donc eu lieu sur cale. Aux chantiers de Kiel, du matériel a été rassemblé, mais la mise sur cale n'a pas eu lieu et les moteurs diesel prévus pour la production d'électricité à bord, ont été réutilisés sur des sous-marins. Chez Blohm & Voss à Hambourg, aucun travail n'a été effectué. 
Cette classe a inspiré les concepteurs du Scharnhorst et du Gneisenau de la Kriegsmarine. Les dimensions de coque, la silhouette générale, et la taille des barbettes, qui permettaient d'accueillir des tourelles doubles de 380 mm, ou des tourelles triples de 280 mm, sont en effet très proches.